# Массажный стол

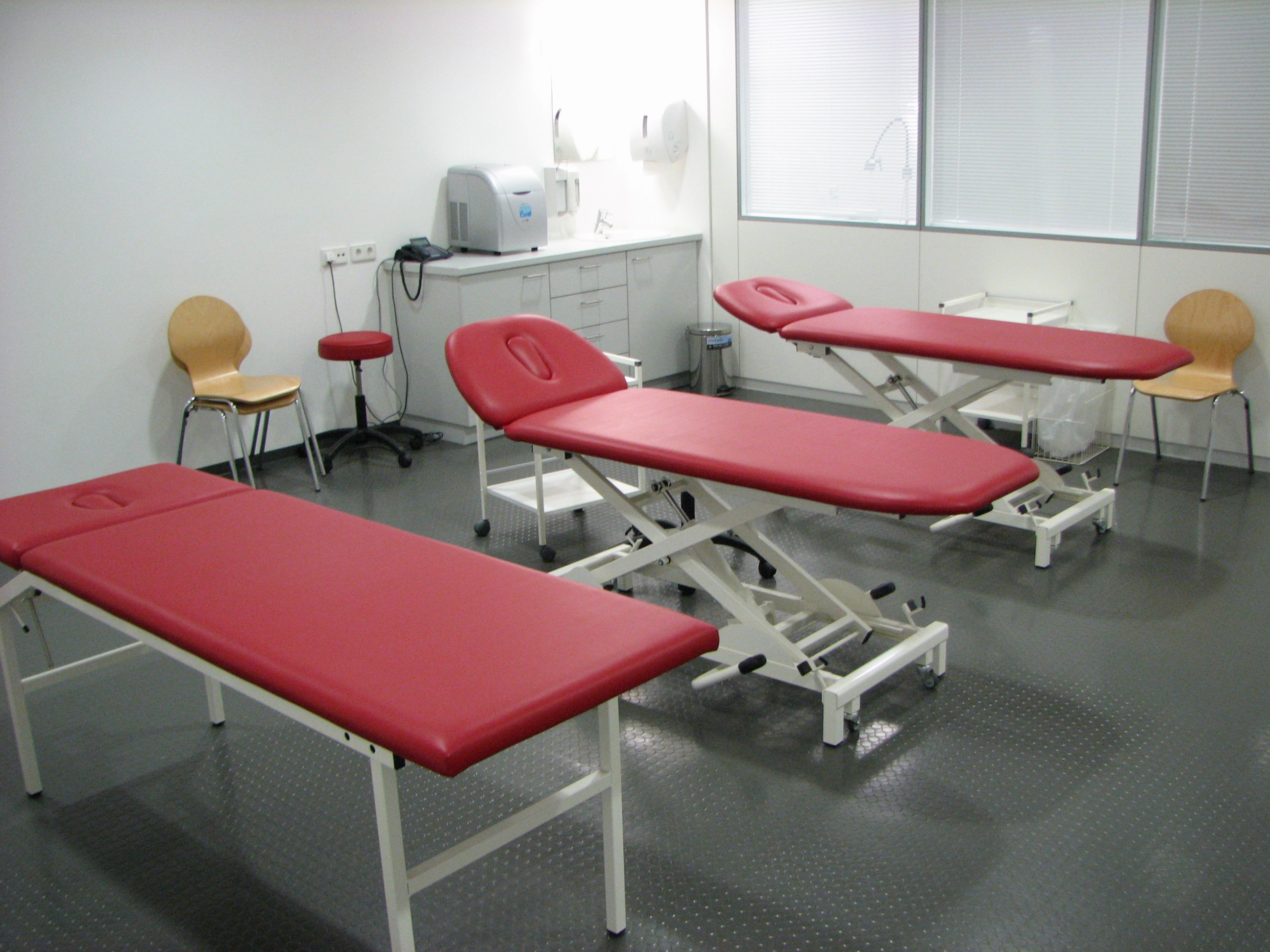
Массажная комната

Масса́жный стол — специализированная кушетка для массажа, отличающаяся специальным изголовьем с отверстием для лица, благодаря чему пациент, лёжа на животе во время массажа, способен дышать. не поворачивая головы в сторону. Используются как стационарные, так и переносные столы.
Столы для массажа имеют очень древнее происхождение (первые образцы относятся к I тысячелетию до н. э., когда в античности использовались мраморные столы-плинты), но сам термин — сравнительно новый и появился лишь ближе к концу 1920-х годов. Древние римляне использовали плинты для многих целей, кроме массажа, позже столь же многофункционально использовались докторские кушетки для обследований.

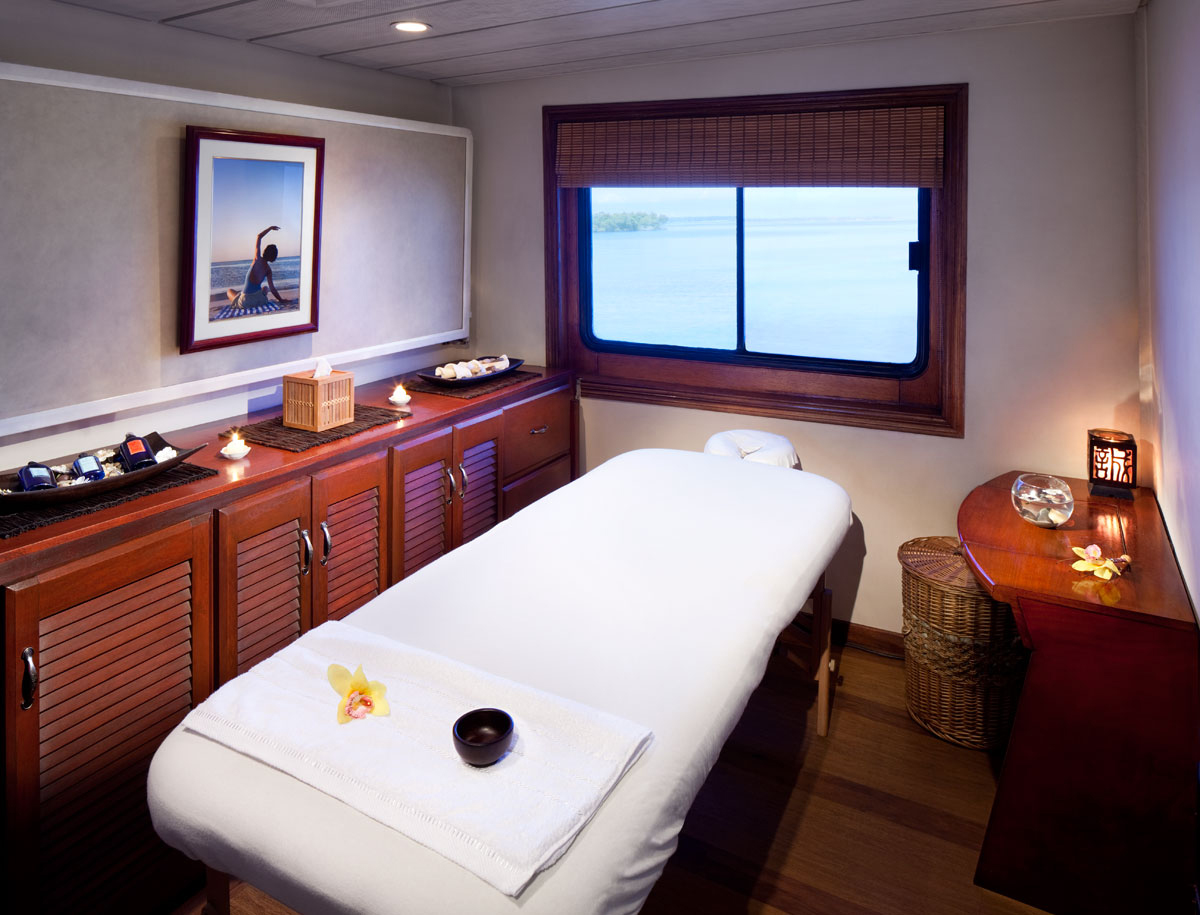
Стол с приставным изголовьем

Массажные кушетки появились в викторианскую эпоху и представляли собой изящную мебель с обивкой красного или жёлтого цвета. В начале XX века изготавливались вибрационные массажные столы с электрическим приводом, преимущественно для применения врачами. Массажные столы, похожие на современные, появились после первой мировой войны, переносной стол был создан около 1930 года. Прорезь для лица появилась в конце 1940-х годов, алюминиевые переносные столы в 1950-х, современное подковообразное приставное изголовье — в 1980-х.